# Thỏ Rhinelander

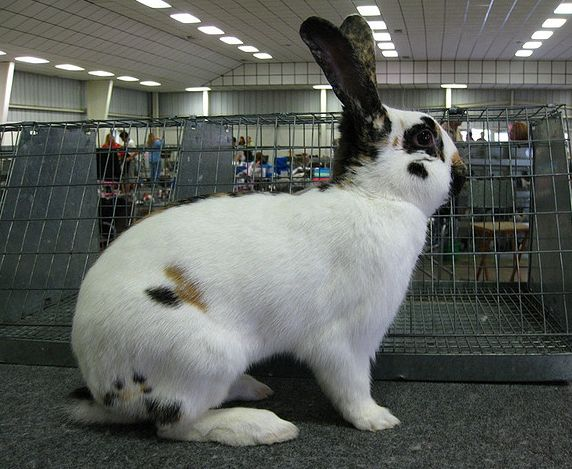
Một con thỏ Rhinelander

Thỏ Rhinelander (hay thỏ bướm Rhénan) hay thỏ khoang Đức là một giống thỏ có nguồn gốc từ Đức. Đây là một giống thỏ có ngoại hình đẹp và đặc biệt được ưa chuộng để nuôi làm cảnh cũng như kiêm dụng lấy thịt thỏ.

## Lịch sử
Thỏ Rhinelander đầu tiên xuất hiện trong các chương trình vào năm 1902 tại Đức, sau khi ban đầu được nuôi ở Bắc bang Rhine-Westphalia. Chúng được phát triển từ một phép lai chéo giữa một cho thỏ Harlequin và một con thỏ lông nâu. Ban đầu được phát triển tại Đức trong thập niên đầu tiên của thế kỷ 20, chúng đã bắt đầu được xuất khẩu sang các nước khác trong những năm 1920. Mặc dù phổ biến tại Đức đầu tiên, sự quan tâm đến giống này bị thu hẹp bởi năm 1930; Tuy nhiên, chúng đã trải qua một sự hồi sinh trong sự nổi tiếng sau khi chiến tranh thế giới II.

## Đặc điểm
Chúng được biết đến với biệt trên khuôn mặt "đốm bướm", nói chung chúng có các màu đen và màu da cam, trên nền trắng. Loài này được biết đến với "dấu bướm" của nó mà che mũi và hàm trên trong một hình dạng giống như một con bướm. Thỏ Rhinelander là một giống thỏ có độ cong có nghĩa là cho thấy đường cong giữa cơ thể và mặt đất khi con thỏ đang ngồi hoặc di chuyển. Chúng có đôi chân ngắn.
Cơ thể có dạng hình trụ, hình dạng với cơ thể cùng một chiều rộng từ vai đến hông. Về cân nặng thì theo tiêu chuẩn của Anh nó một trọng lượng 6-10 lb (2,7-4,5 kg), trong khi theo những nhà đăng ký ở Mỹ thích một trọng lượng 7-9 pounds (3,2-4,1 kg). Các mô hình màu chỉ được công nhận bởi Hội đồng thỏ Anh là một màu cơ bản trắng với những mảng màu đen và màu vàng trên mặt và lưng.
Chúng là vật nuôi nhạy cảm với các yếu tố ngoại cảnh (chốn trạy, sợ tiếng động), khả năng thích ứng với môi trường kém. Sống trong nhà chúng sẽ được an toàn hơn. Cần tránh tiếp xúc với các loài động vật khác, đặc biệt là chuột. Nếu ban ngày chúng ăn không hết thức ăn thì cần vét sạch máng, nếu thừa chuột sẽ lên ăn và cắn chết thỏ, nhất là thỏ con mới đẻ.
Dạ dày chúng co giãn tốt nhưng co bóp yếu. Nhiều con bị chứng sâu răng hành hạ và có vấn đề về tiêu hóa. Chúng cũng bị mắc một số bệnh như bại huyết, ghẻ, cầu trùng, viêm ruột, do ăn thức ăn sạch sẽ, không bị nấm mốc. Nếu thấy chúng có hiện tượng phân hôi, nhão sau đó lỏng dần thấm dính đét lông quanh hậu môn, kém ăn, lờ đờ uống nước nhiều đó là bệnh tiêu chảy. 

## Chăm sóc
Cho ăn cà rốt có thể khiến chúng bị sâu răng, cũng như gây nên những vấn đề về sức khỏe khác. Cà rốt và táo chứa nhiều đường thực vật, chỉ nên cho thỏ ăn những loại này ít. Chúng thích cam thảo nhưng nó lại không tốt bởi thỏ không thể tiêu hóa đường. Chúng thông thường không ăn rau củ có rễ, ngũ cốc hoặc trái cây, đặc biệt là rau diếp. Nên cho thỏ ăn cỏ, cải lá xanh đậm như bắp cải, cải xoăn, bông cải xanh.
Luôn có thức ăn xanh trong khi chăm sóc, lượng thức ăn xanh cho chúng luôn chiếm 90% tổng số thức ăn trong ngày. Có thể cho chúng ăn thêm thức ăn tinh bột, không được lạm dụng vì chúng sẽ dễ bị mắc bệnh về đường tiêu hóa dẫn đến chết. Nhiều người cho rằng thỏ không cần uống nước là sai. Thỏ chết không phải do uống nước hay ăn cỏ ướt mà vì uống phải nước bẩn và ăn rau bị nhiễm độc.
Thỏ sơ sinh sau 15 giờ mới biết bú mẹ. Trong 18 ngày đầu thỏ hoàn toàn sống nhờ sữa mẹ. Nếu được bú đầy đủ thì da phẳng và 5-8 ngày đầu mới thấy bầu sữa thỏ mẹ căng phình ra, thỏ con nằm yên tĩnh trong tổ ấm, chỉ thấy lớp lông phủ trên đàn con động đậy đều. Nếu thỏ con đói sữa thì da nhăn nheo, bụng lép và đàn con động đậy liên tục. Nguyên nhân chủ yếu thỏ con chết là do đói sữa, dẫn đến suy dinh dưỡng, chết dần từ khi mở mắt.